# حداثة بيئية
تُعد الحداثة البيئية فلسفة بيئية تدّعي أن التطور التكنولوجي يمكن أن يحمي الطبيعة ويحسّن رفاهية الإنسان من خلال فصل الارتباط بين الاقتصاد والبيئة، أو بعبارة أخرى، من خلال فصل النمو الاقتصادي عن التأثيرات البيئية.

## الوصف
تعتنق الحداثة البيئية مبدأ استبدال الخدمات البيئية الطبيعية بالطاقة والتكنولوجيا والحلول المصنعة طالما أنها تساعد على تقليل التأثير على البيئة.
يعتنق دعاة الحداثة البيئية من بين أمور أخرى تكثيف الزراعة (الزراعة المكثفة)، والزراعة الدقيقة، والزراعة الرأسية، والزراعة التجديدية، والأغذية المعدلة وراثيا، واللحوم المزروعة (الزراعة الخلوية)، والأسماك من مزارع الاستزراع المائي، وتحلية المياه، وإعادة تدوير النفايات والاقتصاد الدائري، والغابات المستدامة واستعادة النظم البيئية التي تشمل نطاقًا واسعًا من المشاريع بما في ذلك مكافحة التعرية، وإعادة التشجير، وإزالة الأنواع غير الأصلية والأعشاب الضارة، وإعادة تخضير الأراضي المتدهورة، وإعادة ضوء التيارات المائية، وإعادة إدخال الأنواع الأصلية (ويفضل أن تكون أنواعًا أصلية ذات تكيف محلي)، وتحسين الموائل ومناطق الانتشار للأنواع المستهدفة، وترشيد استهلاك المياه، واستخدام نمذجة معلومات البناء في المباني الخضراء، والمباني المستدامة والبنية التحتية الخضراء، وكفاءة الموارد، والتمدين، والمدينة الذكية، والكثافة الحضرية والبناء العامودي، واعتماد المركبات الكهربائية والمركبات الهيدروجينية، واستخدام عروض الأضواء بدون طيار، والرسم الإسقاطي والهولوغرام ثلاثي الأبعاد لتوفير بدائل تكنولوجية مستدامة للألعاب النارية، والأتمتة، واحتجاز الكربون وتخزينه، وتخزين الطاقة، والمواد البديلة مثل البلاستيك الحيوي والمواد الحيوية والمركبات عالية التقنية، والتحول إلى الطاقة النظيفة، أي استبدال مصادر الطاقة ذات الكثافة المنخفضة للطاقة (على سبيل المثال، الحطب في البلدان منخفضة الدخل، مما يؤدي إلى إزالة الغابات) بمصادر ذات كثافة طاقة عالية طالما أن صافي تأثيرها على البيئة أقل (محطات الطاقة النووية والطاقة المتجددة المتقدمة)، والطباعة ثلاثية الأبعاد، والتحول الرقمي، والتصغير، وتحويل المنتجات إلى خدمات وإلغاء المواد. إن استخدام التكنولوجيا لتكثيف النشاط البشري وإفساح المجال لمزيد من الطبيعة البرية هو من بين الأهداف الرئيسية لأخلاقيات الحداثة البيئية.

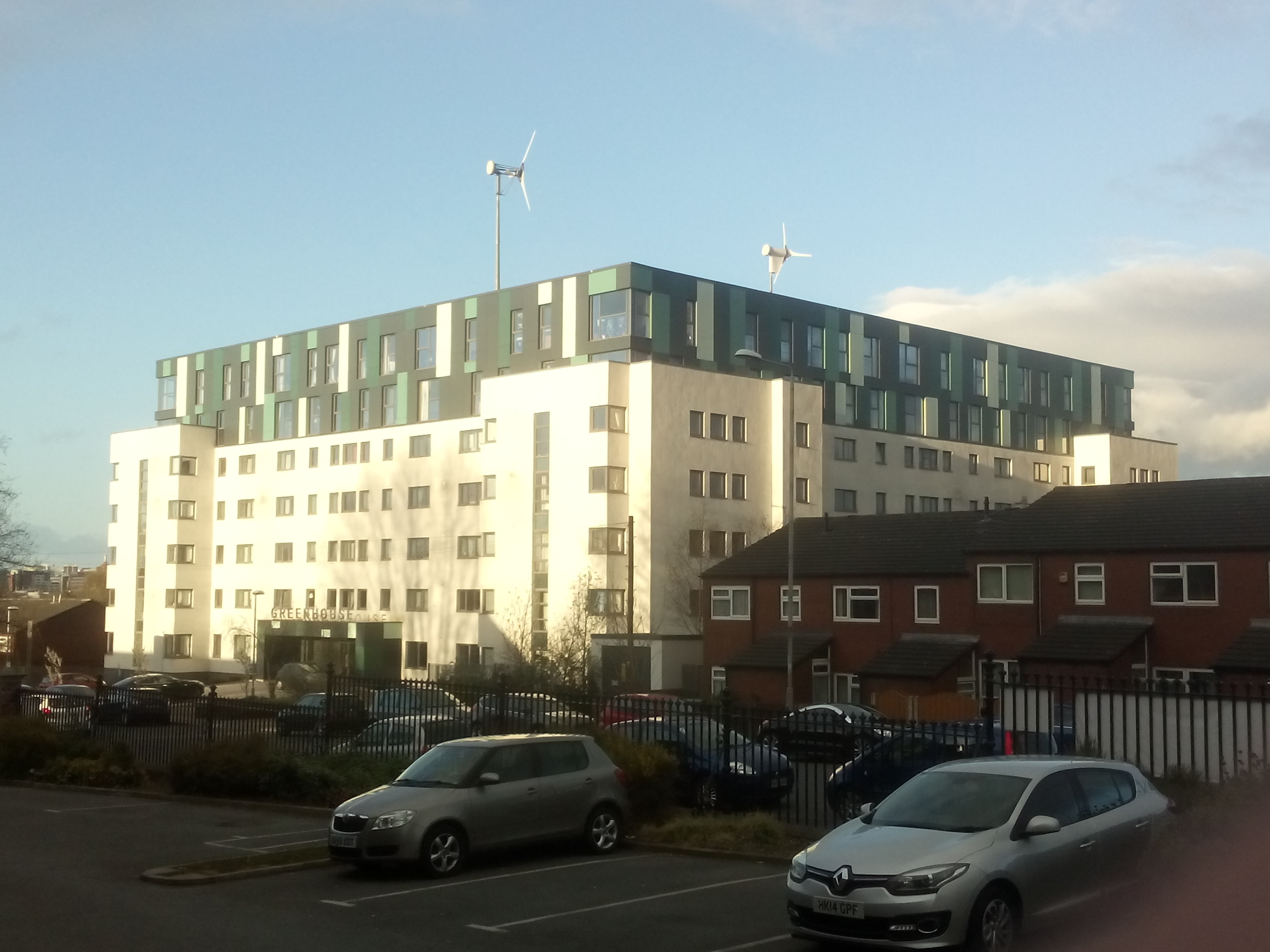
جرين هاوس، بيستون، ليدز: مبنى يزعم مطوره بأنه ذو طراز "بيئي حديث".

ولدت المناقشات التي تشكل أساس نظرة الحداثة البيئية من خيبة الأمل في المنظمات التقليدية التي رفضت مصادر الطاقة مثل الطاقة النووية، مما أدى إلى زيادة الاعتماد على الوقود الأحفوري وزيادة الانبعاثات بدلاً من خفضها (على سبيل المثال، برنامج تحول الطاقة الألماني). انطلاقًا من مواقف قائمة على الأدلة العلمية والبراغماتية، تشارك نظرة الحداثة البيئية في المناقشة حول أفضل السبل لحماية البيئات الطبيعية، وكيفية تسريع عملية إزالة الكربون للتخفيف من تغير المناخ، وكيفية تسريع التنمية الاقتصادية والاجتماعية للفقراء في العالم. في هذه المناقشات، تميز نظرة الحداثة البيئية نفسها عن مدارس فكرية أخرى، بما في ذلك الاقتصاديات البيئية، والانكماش، والحد من عدد السكان، والاقتصاديات الليبرالية المتساهلة، ومسار "الطاقة الناعمة"، والتخطيط المركزي. تستند نظرة الحداثة البيئية إلى البراغماتية الأمريكية، والبيئة السياسية، والاقتصاد التطوري، والحداثة. تؤكد على قيمة تنوع الأفكار والاختلاف في الرأي من أجل تجنب التعصب الذي يولد من التطرف والجمود الفكري.

تأسست منظمات الحداثة البيئية في العديد من البلدان، بما في ذلك ألمانيا وفنلندا والسويد. في حين لم تُستخدم كلمة "الحداثة البيئية" لوصف الحداثة البيئية إلا منذ عام 2013، إلا أن المصطلح له تاريخ أطول في كتابات التصميم الأكاديمية وطُورت أفكار الحداثة البيئية في عدد من النصوص السابقة، بما في ذلك كتابات مارتن لويس "أوهام خضراء" وكتاب ستيوارت براند "نظام الأرض ككل" وإيما ماريس "الحديقة الصاخبة". في بيانهم لعام 2015، سعى 18 من دعاة الحداثة البيئية المعلنين بأنفسهم - بما في ذلك علماء من معهد بريكثرو وجامعة هارفارد وجامعة جادافبور ومؤسسة لونج ناو - إلى توضيح رؤية الحركة:
"نحن نؤكد على مثال بيئي راسخ واحد، وهو أن على البشرية أن تقلص آثارها على البيئة لإفساح مجال أكبر للطبيعة، بينما نرفض مثالًا آخر، وهو وجوب انسجام المجتمعات البشرية مع الطبيعة لتجنب الانهيار الاقتصادي والبيئي ".

## بيان الحداثة البيئية
في أبريل 2015، قامت مجموعة من 18 شخصًا يصفون أنفسهم بـ "الحداثيين البيئيين" بنشر بيان الحداثيين البيئيين.

## استقبال وانتقادات
أشاد بعض الصحفيين البيئيين بـ"الحداثة البيئية". في صحيفة نيويورك تايمز، كتب إدواردو بورتر بإيجابية عن النهج البديل للحداثة البيئية تجاه التنمية المستدامة. في مقال بعنوان "البيان يدعو إلى إنهاء البيئة التي تقول 'الناس سيئون'"، كتب إريك هولثاوس من مجلة سلات "إنها شاملة، ومثيرة، وتمنح البيئيين شيئًا يقاتلون من أجله من أجل التغيير". قامت المجلة العلمية نيتشر بتحرير البيان.

تعرض الأفكار البيئية الحديثة لانتقادات لعدم إدراكها بشكل كاف لما تقول هولي جين باك، الأستاذة المساعدة في البيئة والاستدامة، إنه الأبعاد الاستغلالية والعنيفة وغير المتكافئة للتحديث التكنولوجي. ولاحظت عالمة الاجتماع إلين كريست، الأستاذة المشاركة الفخرية، أن الأفكار البيئية الحديثة مبنية على فلسفة إنسانية غربية لا تراعي "حريات غير بشرية". حول البيان تقول كريست:
لم يرد ذكر الانقراض الجماعي لأشكال الحياة الذي شرع فيه المشروع البشري في البيان. (ويذكر انقراض الأنواع مرة واحدة.) وهذا إغفال مذهل بالنسبة لبيان بيئي: الانقراض الجماعي هو أحداث جيولوجية نادرة وكارثية؛ بعد مثل هذه الكوارث الماضية، استغرق الأمر ملايين السنين حتى يتعافى التنوع البيولوجي - وهو إطار زمني غير ذي صلة لجميع الأجيال البشرية المستقبلية. ومع ذلك، فإن إغفال الانقراض الجماعي منطقي من وجهة نظر البيان.
يُنتقد علماء الجغرافيا البشرية مثل روزماري كلير كولارد والمؤلفون المشاركون لها لعدم توافق الأفكار البيئية الحديثة مع الرأسمالية الليبرالية الجديدة، على الرغم من ادعاءات الفلسفة بخلاف ذلك. وعلى النقيض من ذلك، يجادل جوناثان سيمونز في كتابه "الأفكار البيئية الحديثة: التكنولوجيا والسياسة وأزمة المناخ" بأن الأفكار البيئية الحديثة تنتمي إلى تقليد الاشتراكية الديمقراطية، وتعزز طريقًا ثالثًا بين الليبرالية المتساهلة ومعاداة الرأسمالية، وتدعو إلى استثمارات حكومية تحولية في التحول التكنولوجي والتنمية البشرية. وبالمثل، يصف بول روبنز وسارة مور في كتاب "تشخيص متعاطف مع البيان البيئي الحديث" أوجه التشابه ووجهات الانطلاق بين الأفكار البيئية الحديثة والبيئة السياسية.
هناك سلسلة رئيسية أخرى من الانتقادات تجاه الأفكار البيئية الحديثة تأتي من مؤيدي الركود أو اقتصاد الحالة الثابتة. نشر ثمانية عشر اقتصاديًا بيئيًا ردًا مطولًا بعنوان "استجابة الركود لبيان بيئي حديث"، حيث كتبوا "لم يقدم دعاة الأفكار البيئية الحديثة مخططًا ملهمًا للغاية لاستراتيجيات التنمية المستقبلية ولا حلولًا كبيرة لمشاكلنا البيئية والطاقة".
في حوار معهد الاختراق السنوي الذي عقد في يونيو 2015، قدم العديد من علماء البيئة نقدًا للأفكار البيئية الحديثة. جادل برونو لاتور بأن الحداثة التي اُحتفل بها في "بيان بيئي حديث" هي أسطورة. جادلت جيني برايس بأن البيان يقدم رؤية تبسيطية لكل من "البشرية" و "الطبيعة" ، والتي تقول إنها "تُخفى" من خلال الحديث عنها بهذه المصطلحات العامة.

## أنظر أيضا
- البيئة الخضراء الزاهية
- الحضارة البيئية
- التحديث البيئي
- التكنولوجيا البيئية
- سولاربانك
- الطاقة النووية المقترحة كطاقة متجددة